# 埃尔托和卡索
埃尔托和卡索（義大利語：Erto e Casso），是意大利弗留利-威尼斯朱利亚大区波代诺内省的一个市镇。总面积52.2平方公里，人口389人，人口密度7.5人/平方公里（2009年）。ISTAT代码为093019。